# 暗斑鳳胎䲁
暗斑鳳胎䲁（學名：Pavoclinus caeruleopunctatus），為輻鰭魚綱䲁形目胎䲁科鳳胎䲁屬的一個種，分布於東南大西洋南非海域，棲息在珊瑚礁區，雌魚產附著性卵，雄魚會守護卵，幼魚為浮游性，生活習性不明。